# Kieran Doe
Pour les articles homonymes, voir Doe.
Kieran Doe, né le 13 mai 1981 est un triathlète professionnel néo-zélandais, vainqueur sur triathlon Ironman.

## Palmarès
Le tableau présente les résultats les plus significatifs (podium) obtenus sur le circuit national et international de triathlon depuis 2006,.
| Année | Compétition                                          | Pays             | Position           | Temps           |
| ----- | ---------------------------------------------------- | ---------------- | ------------------ | --------------- |
| 2012  | Challenge Wanaka                                     | Nouvelle-Zélande | Médaille de bronze | 8 h 57 min 17 s |
| 2011  | ITU Séries monde longue distance - l'étape de Weihai | Chine            | Médaille d'argent  | 4 h 17 min 38 s |
| 2011  | Ironman 70.3 Corée du Sud                            | Corée du Sud     | Médaille de bronze | Timing          |
| 2010  | Ironman 70.3 Calgary                                 | Canada           | Médaille d'or      | 3 h 58 min 45 s |
| 2010  | Ironman 70.3 Vineman                                 | États-Unis       | Médaille d'argent  | 4 h 0 min 23 s  |
| 2010  | Ironman Nouvelle-Zélande                             | Nouvelle-Zélande | Médaille de bronze | 8 h 34 min 16 s |
| 2009  | Championnat d'Asie longue distance                   | Corée du Sud     | Médaille d'or      | 4 h 22 min 3 s  |
| 2009  | Ironman 70.3 Steelhead                               | États-Unis       | Médaille de bronze | Timing          |
| 2008  | Ironman Nouvelle-Zélande                             | Nouvelle-Zélande | Médaille de bronze | 8 h 33 min 35 s |
| 2008  | Port of Tauranga Half Ironman                        | Nouvelle-Zélande | Médaille d'or      | 3 h 56 min 41 s |
| 2007  | Ironman Canada                                       | Canada           | Médaille d'or      | 8 h 32 min 45 s |
| 2006  | Ironman 70.3 Eagleman                                | États-Unis       | Médaille d'argent  | 4 h 0 min 23 s  |
| 2006  | Challenge Roth                                       | Allemagne        | Médaille de bronze | 8 h 11 min 7 s  |